# Luka Peklaj
Luka Peklaj (* 10. Januar 2001) ist ein slowenischer Floorballspieler, der seit dem Beginn seiner Vereinskarriere für den FBK Loka in der International Floorball League sowie der ersten slowenischen Liga (1.SFL) spielt. 
Von 2022 bis 2025 konnte er mit seinem Team viermal in Folge den IFL-Titel gewinnen. Daneben gewann er 2020 sowie von 2022 bis 2025 insgesamt fünfmal die slowenische Meisterschaft. 
Er ist Nationalspieler auf dem Großfeld ebenso wie auf dem Kleinfeld, wo er bei der 3v3-Unihockey-Weltmeisterschaft 2025 mit dem slowenischen Nationalteam überraschend die Bronzemedaille gewann und ins All Star Team des Turniers gewählt wurde.

## Karriere

### U19-Nationalmannschaft
Luka Peklaj debütierte 2018 (zu diesem Zeitpunkt war er bereits A-Nationalspieler) in der U19-Nationalmannschaft und erzielte in der Qualifikation zur U19-Weltmeisterschaft 2017 ein Tor und lieferte acht Assists, aber verpasste die Qualifikation für die Endrunde.
Zwei Jahre später gelangen ihm in der Qualifikation wiederum sechs Tore und fünf Assists, die diesmal zur erfolgreichen Teilnahme an der U19-Weltmeisterschaft 2019 führten. Dort gelangen Peklaj wiederum sieben Tore und fünf Assists. Slowenien wurde am Ende Zweiter der B-Division und Neunter im Gesamtwettbewerb.

### Herren-Nationalmannschaft
Peklaj nahm an der Qualifikation für die Weltmeisterschaften 2018, 2020 und 2022 teil, verpasste aber jedes Mal den Sprung zur Endrunde. In zwölf Qualifikationsspielen gelangen ihm acht Tore und elf Assists. 
2024 gelang ihm schließlich die WM-Teilnahme, Slowenien landete nach einem 6:4 gegen Thailand im finalen Platzierungsspiel auf Platz 13. Peklaj gelangen im Turnierverlauf ein Tor sowie fünf Assists.
Zu seinem größten Karriereerfolg mit dem Nationalteam wurde die 3v3-Unihockey-Weltmeisterschaft 2025, bei der sich Slowenien auf dem Kleinfeld nur dem Gastgeber aus der Schweiz geschlagen geben musste und nach einem Sieg gegen Frankreich im kleinen Finale mit der Bronzemedaille ausgezeichnet wurde.

## Familie
Sein jüngerer Bruder Nejc Peklaj (* 2004) spielt ebenfalls Floorball für den FBK Loka und die slowenische Nationalmannschaft.